# Artur Igorevich Avanesyan
Artur Igorevich Avanesyan (tiếng Nga: Артур Игоревич Аванесян; sinh ngày 27 tháng 8 năm 1996) là một cầu thủ bóng đá người Nga thi đấu cho FC Znamya Truda Orekhovo-Zuyevo.

## Sự nghiệp câu lạc bộ
Anh ra mắt chuyên nghiệp tại Giải bóng đá chuyên nghiệp quốc gia Nga cho FC Znamya Truda Orekhovo-Zuyevo vào ngày 18 tháng 7 năm 2014 trong trận đấu với FC Domodedovo Moskva.